# Pseudochlorisanis similis
Pseudochlorisanis similis là một loài bọ cánh cứng trong họ Cerambycidae.